# Velký Chingan
Velký Chingan je pohoří na severovýchodě Čínské lidové republiky. Od severu na jih má délku přibližně 1200 kilometrů, přičemž na severu je široké až 306 kilometrů a k jihu se zužuje na 97 kilometrů. Odděluje od sebe Mandžuskou nížinu a Mongolskou náhorní plošinu. Z administrativního hlediska patří v Číně do Vnitřního Mongolska a do provincie Chej-lung-ťiang.
Zatímco západní úbočí jsou pozvolná, východní jsou příkrá a hojněji narušená přítoky Nonu a Sungari. Pohoří je hustě zalesněné, místní rostlinstvo je zabajkalského charakteru, smíšené vlivy Sibiře a Mandžuska.
Z hlediska podnebí se jedná o významnou a výraznou hranici. Zatímco na východě je srážek dostatek (přes 500 milimetrů ročně), na západě je oblast suchá.